# Кістка Ішанго

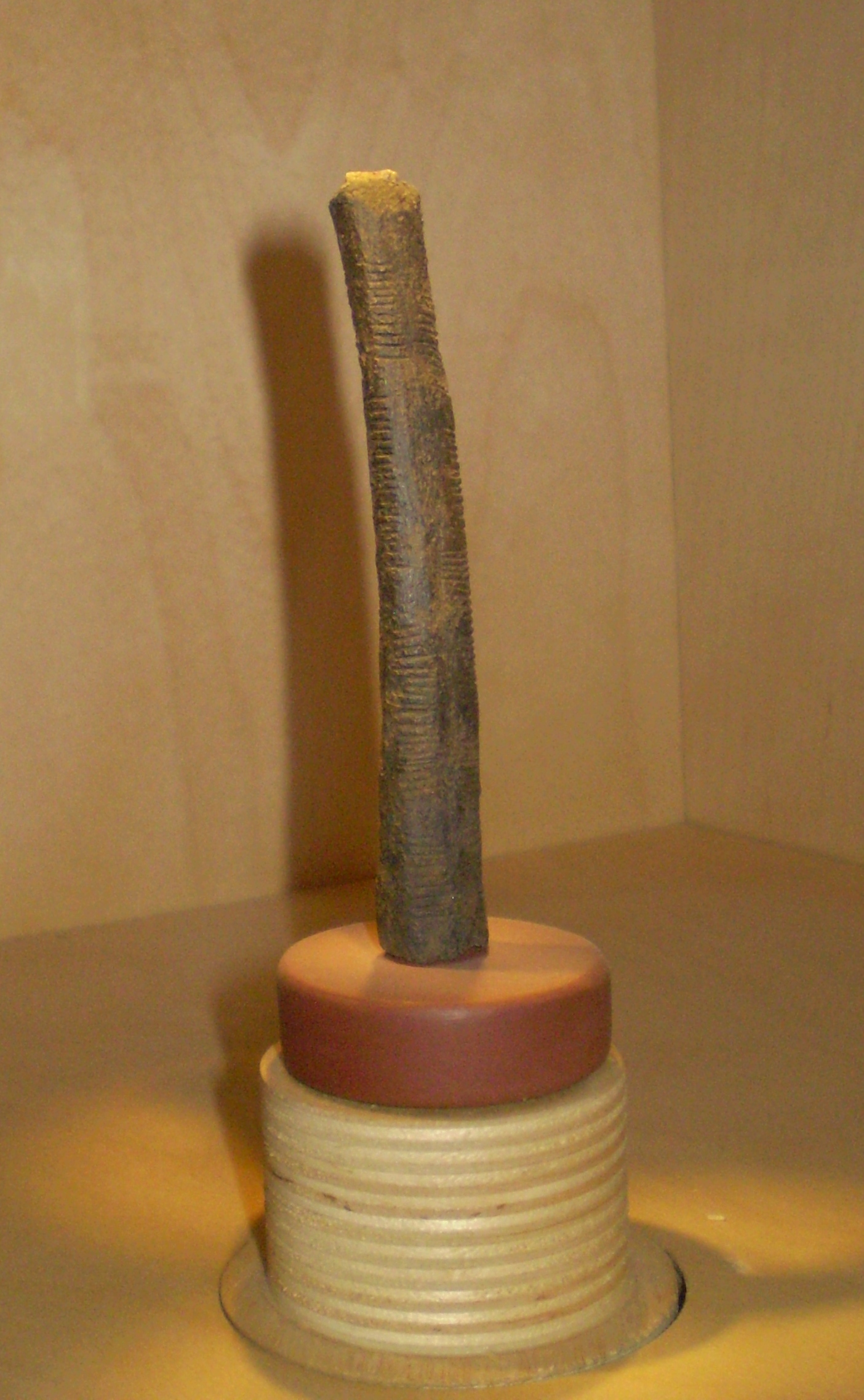
Кістка Ішанго на виставці у Бельгійському музеї природничих наук

Кістка Ішанго — кістяне знаряддя, що належить до епохи пізнього палеоліту. Це темно-коричнева мала гомілкова кістка павіана.
Кістка Ішанго знаходиться в Бельгійському музеї природничих наук в Брюсселі, Бельгія.